# Joseph-Marie Vien
Ne pas confondre avec son fils et élève, Joseph-Marie Vien dit Vien le jeune (1761-1848), également peintre
Joseph-Marie Vien né à Montpellier le 18 juin 1716 et mort à Paris le 27 mars 1809 est un peintre, dessinateur et graveur français, précurseur du néoclassicisme.
Il est le père du peintre Joseph-Marie Vien le jeune (1761-1848).

## Biographie
Fils d’un simple serrurier, Joseph-Marie Vien étudia quelque temps chez un peintre de portraits nommé Legrand et chez Jacques Giral, puis fut employé dans une manufacture de faïences.

### Formation
Monté à Paris en 1740, il fut, dès lors, élève de l’Académie royale, dans l’atelier de Charles-Joseph Natoire, où il est conseillé par Charles Parrocel, et protégé par le comte de Caylus, « antiquaire » et théoricien du retour à l’antique.
En 1743, il remporte le prix de Rome et part, le 21 décembre 1744, pour la Ville éternelle où il rencontrera Duplessis, alors élève dans l’atelier de Pierre Subleyras, et avec qui il restera lié. Là, découvrant les peintures antiques dégagées des ruines d’Herculanum, il se passionna par l’art antique et, modifiant ses idées sur la peinture, se mit à peindre des tableaux dans un style plus sévère que ceux qu’on faisait alors, mais qui ne fut pas apprécié du public alors habitué à la petite manière libertine de Boucher alors à la mode. Tentant d’allier imitation de la nature et des maitres anciens, il est considéré, avec Pompeo Batoni, comme un des précurseurs du néoclassicisme en peinture.
Le protégé du comte de Caylus eut la plus grande peine à entrer à l’Académie royale de peinture et de sculpture, où on l’accusait de mauvais gout. Lorsque, l’année suivant son retour à Paris en 1750, il voulut se faire agréer, avec son Embarquement de sainte Marthe, dont le succès fut cependant considérable, on jugea les œuvres qu’il présentait insuffisantes ; on l’accusait d’imiter trop simplement la nature. En 1754, il faillit de nouveau être refusé lorsqu’il présenta à l’Académie, comme morceau de réception, son Dédale dans le Labyrinthe attachant les ailes à Icare, qui sera son premier sujet mythologique conservé. Boucher, qui savait apprécier un art différent du sien, déclara, à cette occasion, qu’il ne reparaîtrait plus à l’Académie si Vien n’y était pas admis.

### Renommée
Bientôt il se trouva surchargé de travaux. En 1772, Mme du Barry suivit l’engouement général pour le style classique en renvoyant à Fragonard les peintures pour son pavillon de Louveciennes, qu’il avait déjà livrées sur commande, pour les remplacer par des tableaux modernes de Vien. Le directeur des Bâtiments du roi, d’Angiviller, commanda à Vien une série de scènes de grand format d’après Homère qui furent exposées au Salon.
Il fonda une école où il forma un nombre prodigieux d’élèves, mais c’est Jacques-Louis David, qui allait vraiment créer la nouvelle école à ses théories. C’est, en effet, l’élève qui a poussé jusqu’à la dernière rigueur le mouvement de retour vers l’antiquité commencé dans l’École française par Vien avec un héroïsme qui a dépassé l’antiquité élégante, un peu froide et parfois mièvre de ce dernier, et c’est pour cette raison qu’on l’a placé, lui et son maître, au rang des restaurateurs du grand art. En 1763, sa Marchande d'Amours, appréciée par Diderot, le rend célèbre.
Il a une importante activité pédagogique à la tête des Élèves protégés en 1771, devient directeur de l’Académie de France à Rome de 1775 à 1781, et est nommé premier peintre du roi le 17 mai 1789, peu de temps avant la suppression de ce titre. Les dernières années de Vien furent pleines de vicissitudes car la Révolution le ruina mais, quoique octogénaire, il ne se découragea pas et prit part à un concours ouvert par le gouvernement en 1796, et obtint le prix. L’avènement de l’Empire améliora sa situation et il est couvert d’honneurs par Napoléon Bonaparte. Il est nommé sénateur en 1799, comte de l’Empire en 1808 et commandeur de la Légion d’honneur. À sa mort en 1809, Napoléon lui fait l’honneur de funérailles nationales au Panthéon, où il est le seul artiste peintre à reposer[réf. nécessaire].

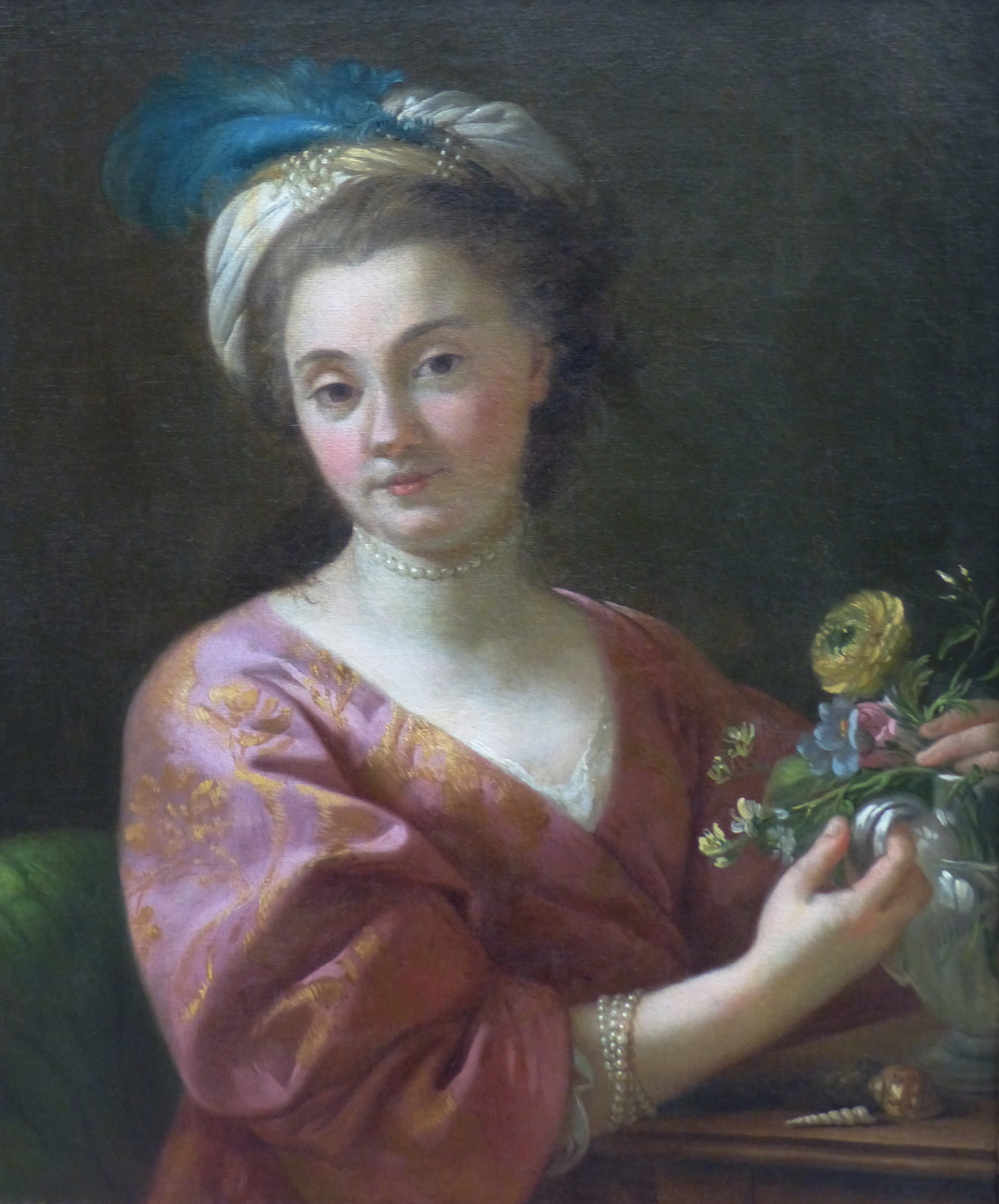
Madame Vien en 1760, portrait par son époux Joseph-Marie Vien. Musée Fabre, Montpellier.

Sa femme, Marie-Thérèse Reboul, et son fils, Joseph-Marie Vien dit Vien le jeune, étaient également peintres.

### Élèves
- Louis-François Cassas
- Pierre Chasselat
- Jean-Baptiste Chevalier (né vers 1754)[10]
- Philippe Chéry
- Henri-Pierre Danloux
- Jacques-Louis David
- Philibert-Louis Debucourt
- Gérard de la Barthe (sous réserve)
- Gaspard Duché de Vancy (1756-1788)
- Balthasar Anton Dunker
- Jean-Jacques Forty
- Étienne-Barthélémy Garnier
- Alexandre Kucharski
- Gabriel Lemonnier
- Anton Lossenko
- Jacques Mérigot (1778)
- Louis Morel d'Arleux
- Pierre Peyron
- Jean-Baptiste Regnault
- Jean-Pierre Saint-Ours
- Jean-Joseph Taillasson
- Étienne Théolon
- François Valentin
- François-André Vincent
- Philipp Friedrich von Hetsch
- Adolf Ulrik Wertmüller

## Œuvre

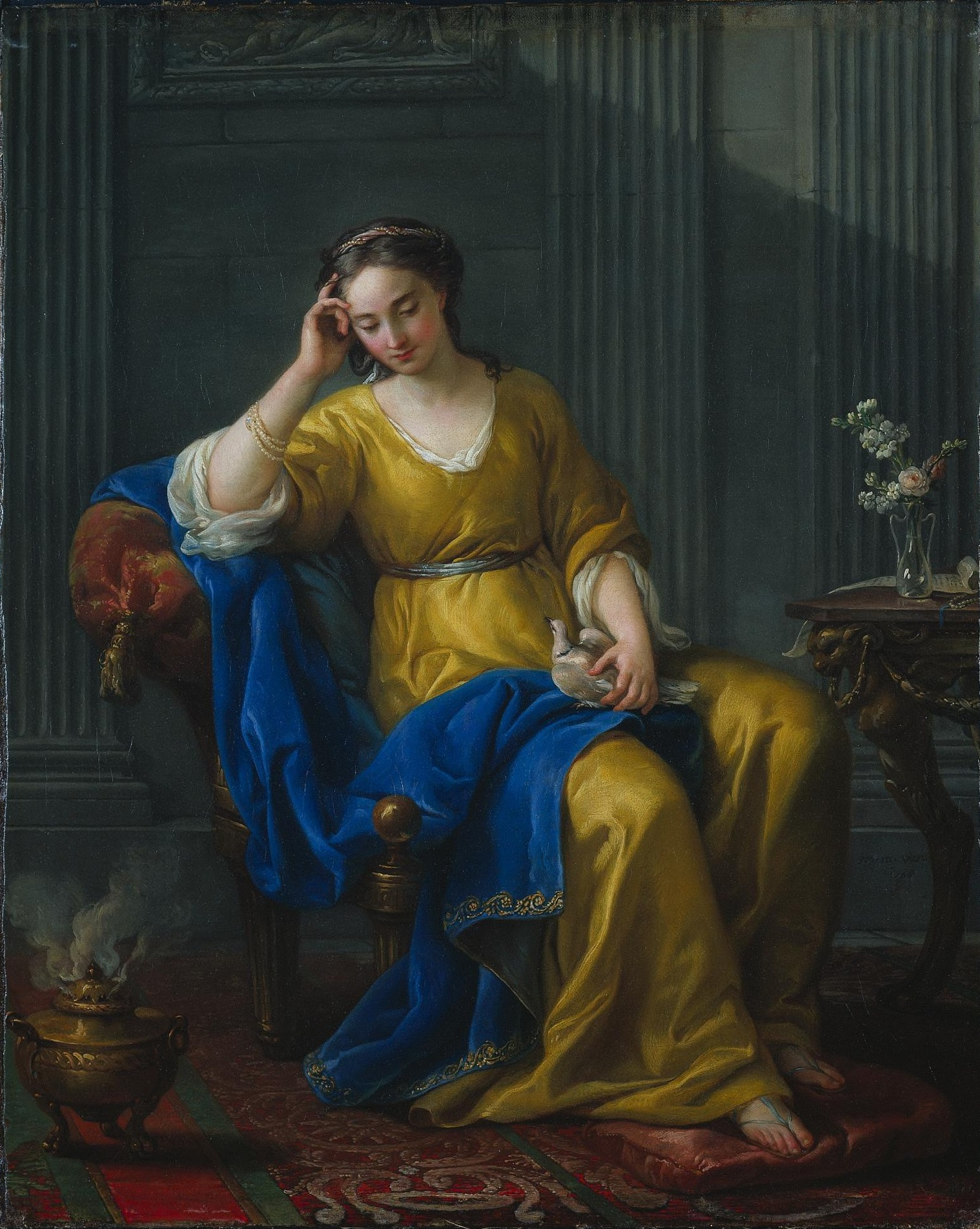
La Douce Mélancolie (1756), Cleveland Museum of Art.

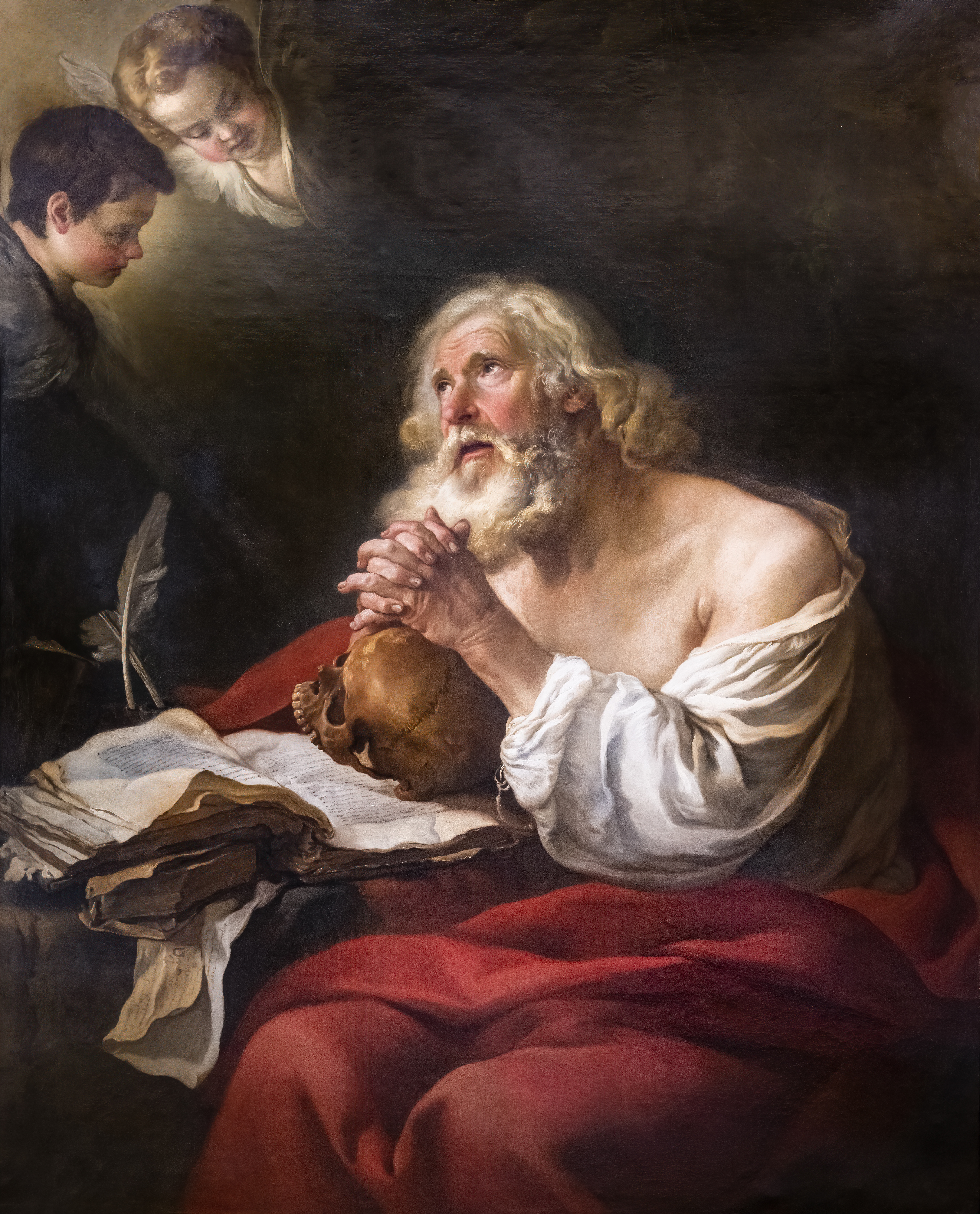
Saint Jérôme en prière, Toulouse, Fondation Bemberg.

François Boucher, son contemporain, le décrit comme un bon peintre mais un peu froid. D’un dessin correct qui cherche la fermeté et d’un coloris assez solide, ses peintures sont assez consciencieuses, mais froides. S’il n’est pas étonnant que cette « froideur » néoclassique ait déplu au maître du rococo, il n’en reste pas moins que Vien ne sut pas toujours donner l’élan et la grandeur que les théories de son style préféré imposaient. Y étant parvenu, David reste, à juste titre, plus connu que son maître qui ne reste plus connu que comme son véritable précurseur. Diderot a jugé ainsi cet artiste, cité par Honoré de Balzac dans Sarrasine pour la beauté de son tableau Adonis, à qui l’on doit 179 tableaux : « Vien a de la vérité, de la simplicité, une grande sagesse dans ses compositions. » Plus tard, dans son Salon de 1767, salon auquel Vien présenta sa Prédication de Saint-Denis, et la comparant à l’Épidémie des Ardents de Doyen présentée à ce même salon, il aura des mots plus sévères : " Vien dessine bien, peint bien ; mais il ne pense ni ne sent. Doyen serait son écolier dans l’art ; mais il serait son maitre en poésie. Avec de la patience et du temps, le peintre du tableau des Ardents peut acquérir ce qui lui manque, l’intelligence de la perspective, la distinction des plans, les vrais effets de l’ombre te de la lumière ; car il y a cent peintres décorateurs pour un peintre de sentiment ; mais on n’apprend jamais ce que le peintre de la Prédication de Denis ignore.  Pauvre d’idées, il restera pauvre d’idées. Sans imagination, il n’en aura jamais. Sans chaleur d’âme, toute sa vie, il sera froid . »
Mais s'il ne fait pas partie des peintres majeurs, retenus par l’histoire de l’art comme auteurs d’œuvres capitales, il a ouvert de nouvelles voies. Par son œuvre et surtout grâce à son grand talent pédagogique, il conduisit l’évolution de la peinture française de l’époque rococo vers le néoclassicisme.
- Suzanne et les vieillards (1743-1744), huile sur toile, musée des Beaux-Arts de Nantes[7].
- Saint Jean Baptiste (vers 1746), Montpellier, musée Fabre.
- Cycle de la Vie de sainte Marthe (1747-1751), Tarascon, église Sainte-Marthe :
  - Sainte Marthe recevant le Christ à Béthanie (1747) ;
    - La Résurrection de Lazare (1747) ;
    - L’Agonie de sainte Marthe (1748) ;
    - L’Arrivée de sainte Marthe en Provence (1748) ;
    - La Prédication de sainte Marthe (1748) ;
    - Les Funérailles de sainte Marthe (1748) ;
    - L’Embarquement de sainte Marthe (1751).
- Études pour une mascarade à l'Académie à Rome (1748), huile sur papier, 26 × 20 cm, Paris, Petit Palais
  - Ambassadeur du Mogol, 26 × 20 cm, Paris, Petit Palais[14].
  - Sultane noire, 26 × 20 cm, Paris, Petit Palais[15].
  - Sultane reine, 29 × 22 cm, Paris, Petit Palais[16].
- Sarah présentant Agar à Abraham (1749), Montpellier, musée Fabre
- Anachorète endormi (1751), musée des Beaux-Arts de Reims.
- Hermite endormi (1753), Paris, musée du Louvre.

### Académicien

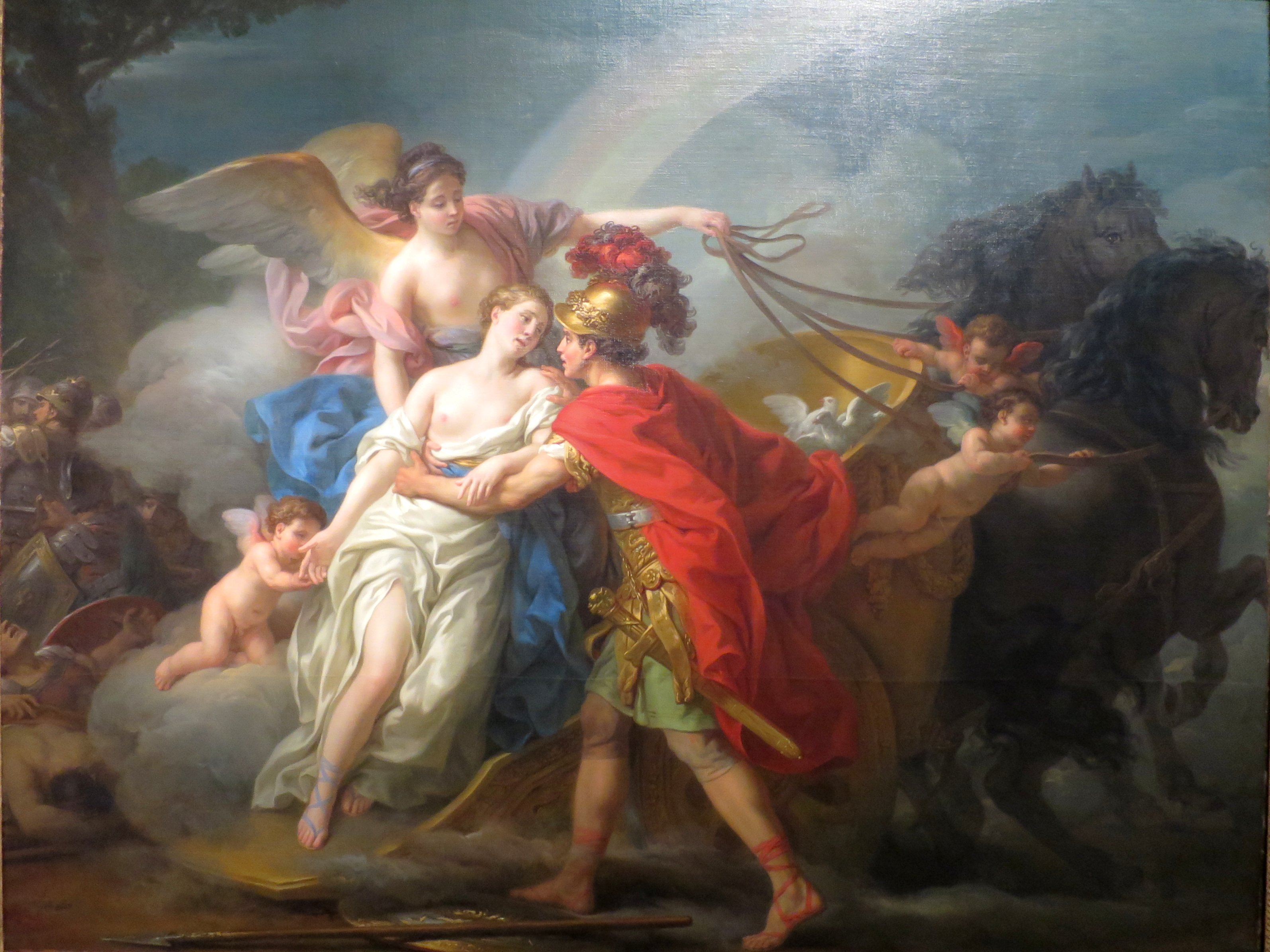
Vénus, blessée par Diomède, est sauvée par Iris, 1775.

- Dédale dans le labyrinthe attachant les ailes à Icare (1754), musée du Louvre
- Vieillard endormi (1754-1755), musée Fabre, Montpellier
- Prêtresse brodant pour l'ornement d'un temple (1755), musée Fabre, Montpellier
- La Douce Mélancolie (1756), Cleveland Museum of Art
- Une Vestale couronnée de fleurs (1760), musée Fabre, Montpellier
- Psyché reconnaissant l'Amour endormi (1761), Palais des Beaux-Arts de Lille[17].
- L’Enlèvement de Proserpine (1762), musée de Grenoble
- La Marchande d'Amours (1763), huile sur toile, château de Fontainebleau[18], tableau inspiré par la fresque découverte en 1759 dans la villa Arianna lors des fouilles de l'ancienne ville de Stabies.
- Une Femme qui sort des bains (1763), huile sur toile, 95 × 68 cm, Collection privée, Vente Drouot 2004[19]
- Deux femmes au bain (1763), huile sur toile, 92 × 68 cm, réplique d'un tableau commandé par le duc d'Orléans, Musée Henri Martin, Cahors[20]
- Marc Aurèle distribuant du pain aux pauvres (1765), Musée de Picardie, Amiens
- Jeune femme tenant un serin sur son doigt (1766), huile sur toile, 92 x 73 cm, musée des beaux-arts, Dijon
- Saint Denis préchant (1767), Église Saint-Roch de Paris
- Saint Denis préchant (esquisse) (1767), musée Fabre, Montpellier
- Grecque au bain (1767), Musée d'art de Ponce, Porto Rico
- La Province du Languedoc se mettant sous la protection de la Justice (1771), toile plafonnante, Palais de justice de Montpellier, cour des Aides[1],[21].
- Ensemble de quatre œuvres les progrès de l'Amour dans le cœur des jeunes filles pour le Château de Madame du Barry  (1773)
  - Jeunes Grecques parant de fleurs l’Amour endormi, huile sur toile, 335 × 194 cm, musée du Louvre[22]
  - Amant couronnant sa maîtresse, huile sur toile, 335 × 202 cm, musée du Louvre[23]
- Vénus, blessée par Diomède, est sauvée par Iris, huile sur toile, 161,9 × 207,6 cm, Columbus Museum of Art
- Les Adieux d’Hector et d’Andromaque (1786), 320 × 420 cm, musée du Louvre

Dates non documentées
- Jésus guérit le fils du centenier de Capharnaüm, papier marouflé sur toile, 33 x 56 cm, Musée des beaux-arts de Brest[24] ;
- Vue inspirée par le forum romain, Dijon, musée Magnin
- Saint Jérôme méditant sur un crâne, La Fère, musée Jeanne-d'Aboville
- Étude académique (1745-1809), musée Fabre, Montpellier
- Saint Louis remet la régence à sa mère, Paris, École militaire, chapelle Saint-Louis

## Dessins
- Offrande à Vénus, plume, encre grise, encre brune, lavis brun et gris, H. 0,335 ; L. 0,240 m[25]. Paris, Beaux-Arts de Paris[26]. Œuvre préparatoire pour un tableau aujourd'hui perdu, les figures et le décor sont déjà mis en place de manière précise. Daté de 1761, il est à mettre en rapport avec l'ensemble des œuvres "à la grecque" de l'artiste dans lequel figure également une série de quatre Saisons. .
- Envoyés pour traiter de la paix, plume, encre noire et lavis gris, H. 0,129 ; L. 0,211 m[27]. Paris, Beaux-Arts de Paris[28]. De dimension modeste, le dessin est construit comme une frise qui déroule de droite à gauche le cortège des figures. Il s'inscrit dans une série de vingt dessins qui a pour thème "les vicissitudes de la guerre", depuis le départ d'une armée jusqu'aux réjouissances publiques. Cette feuille porte le numéro manuscrit 15.

Œuvres de Joseph-Marie Vien
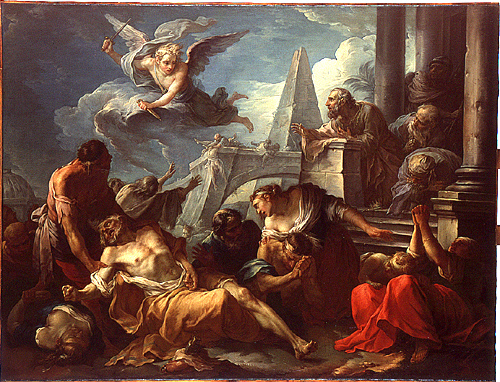
David se résigne à la volonté du Seigneur (1743), Paris, École nationale supérieure des beaux-arts.
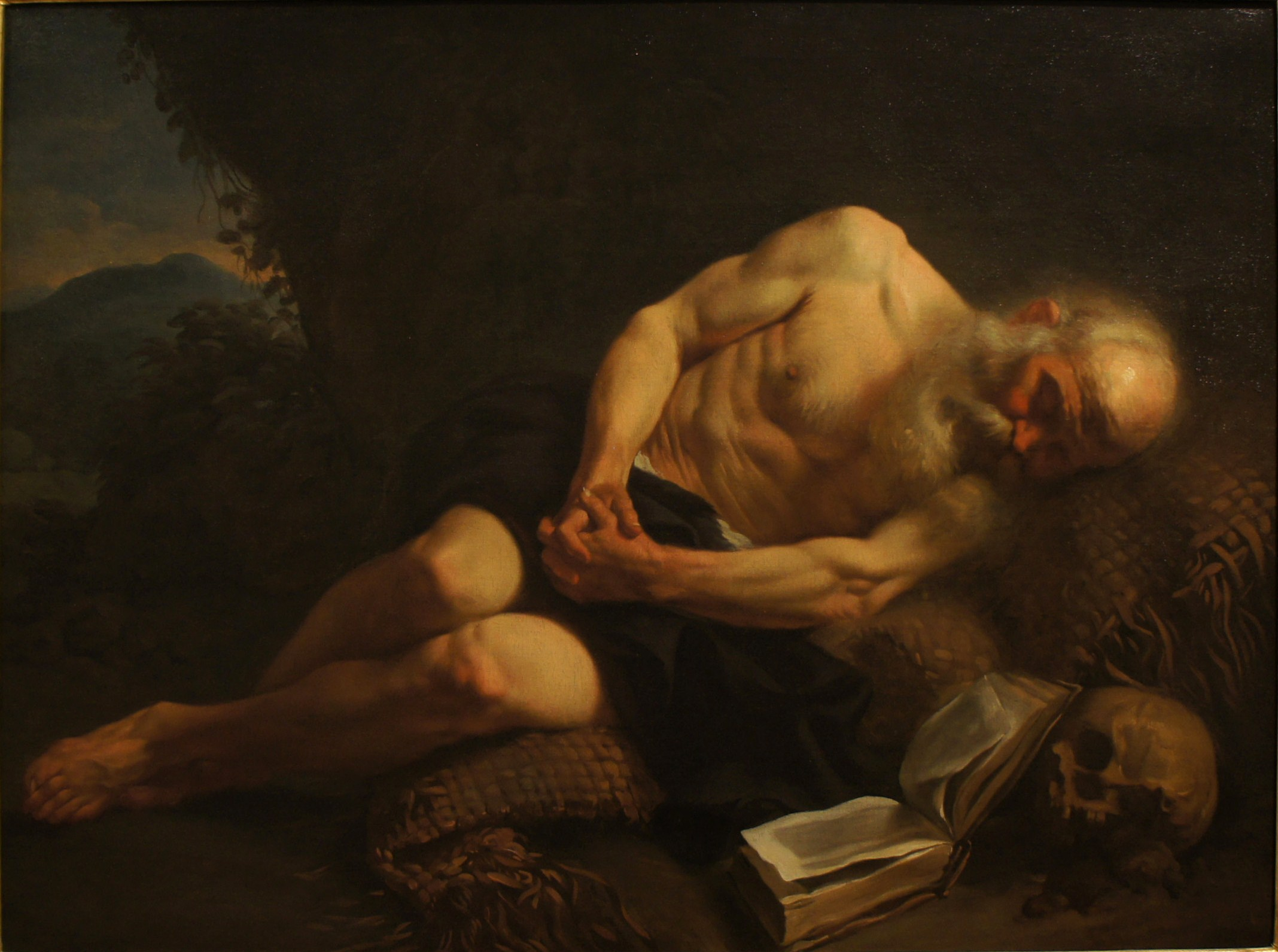
Anachorète endormi (1751), musée des Beaux-Arts de Reims.
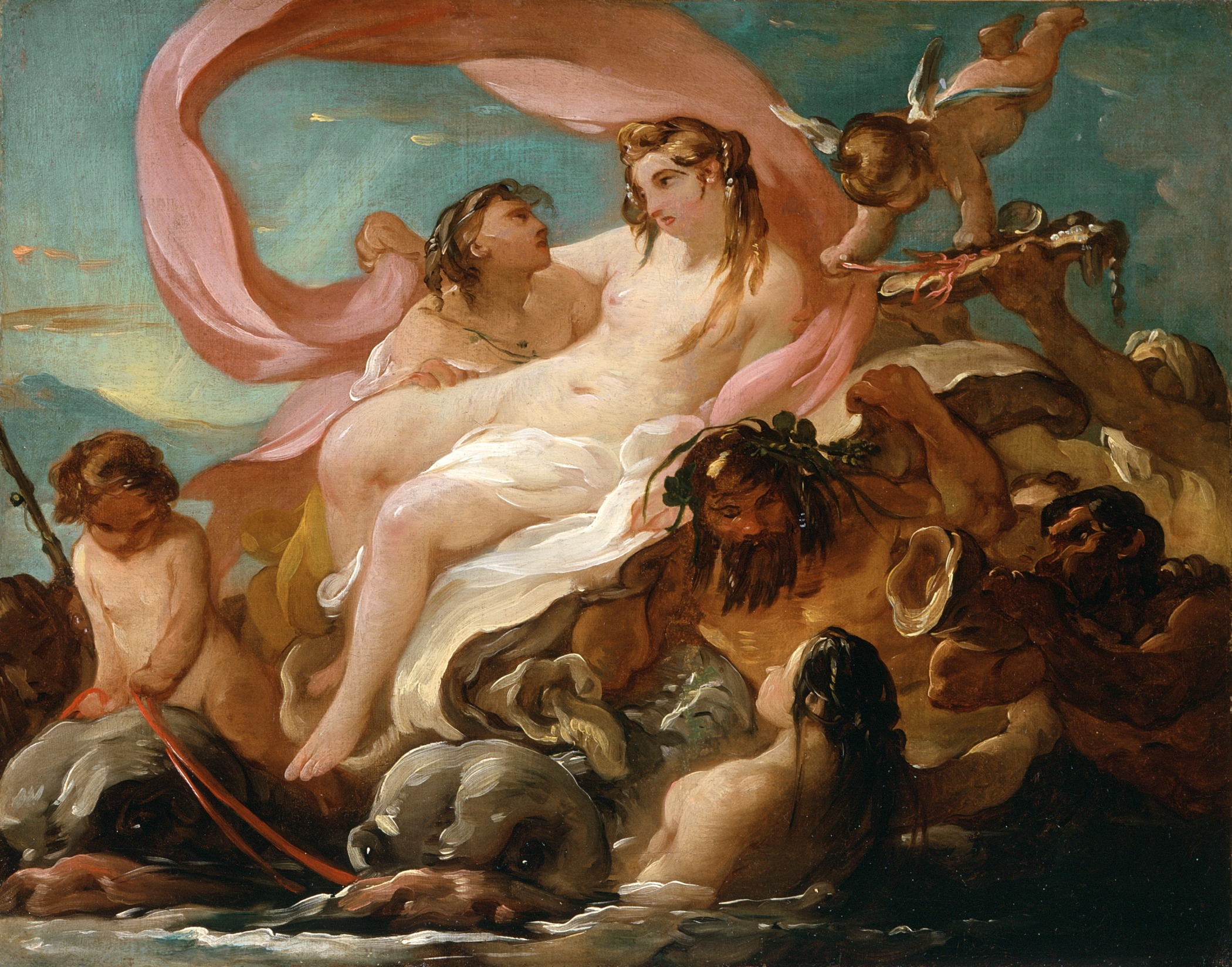
Vénus émergeant des flots (1754-1755), musée d'Art du comté de Los Angeles.
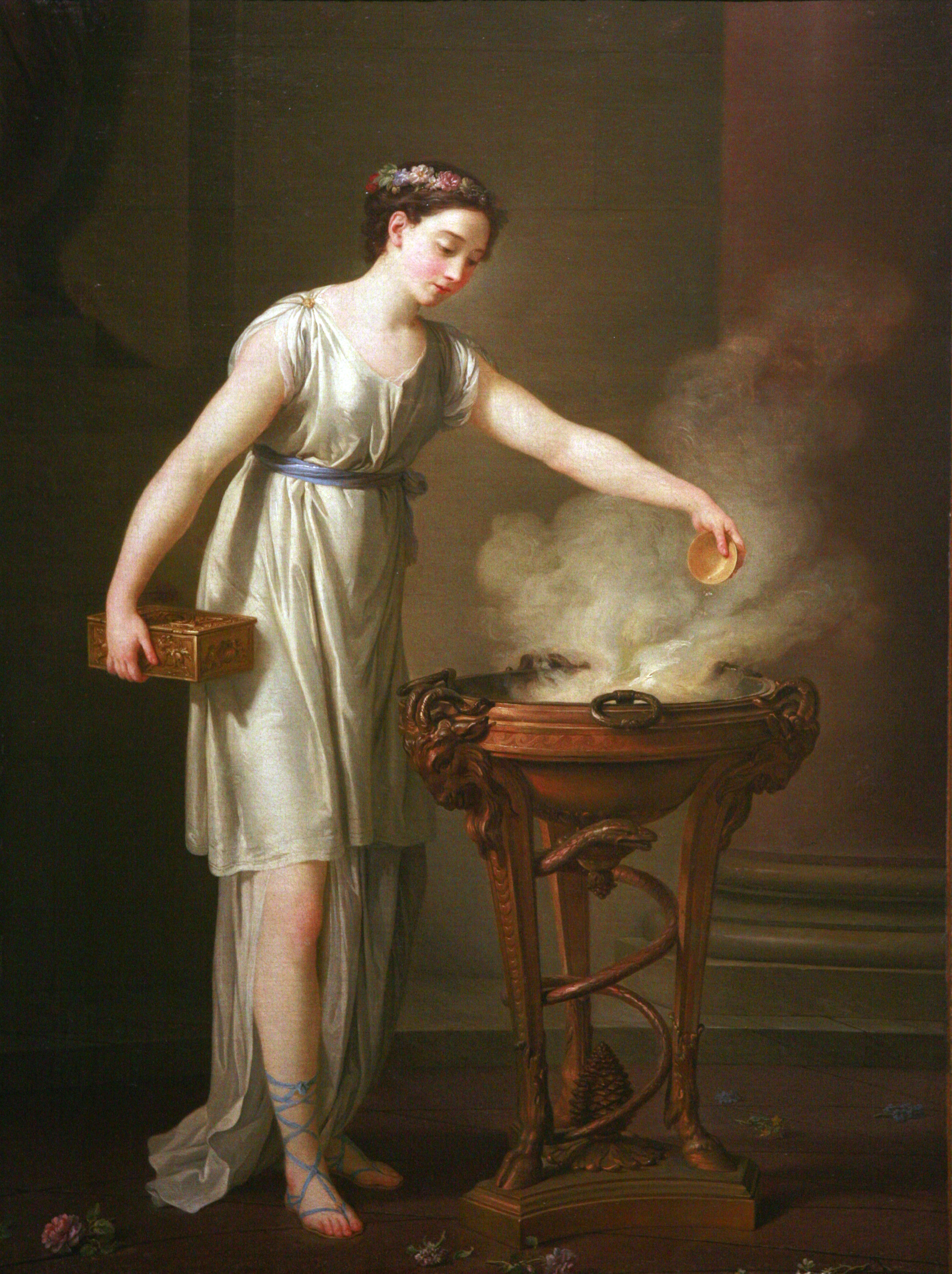
L’Athénienne vertueuse (1762), musée des Beaux-Arts de Strasbourg.
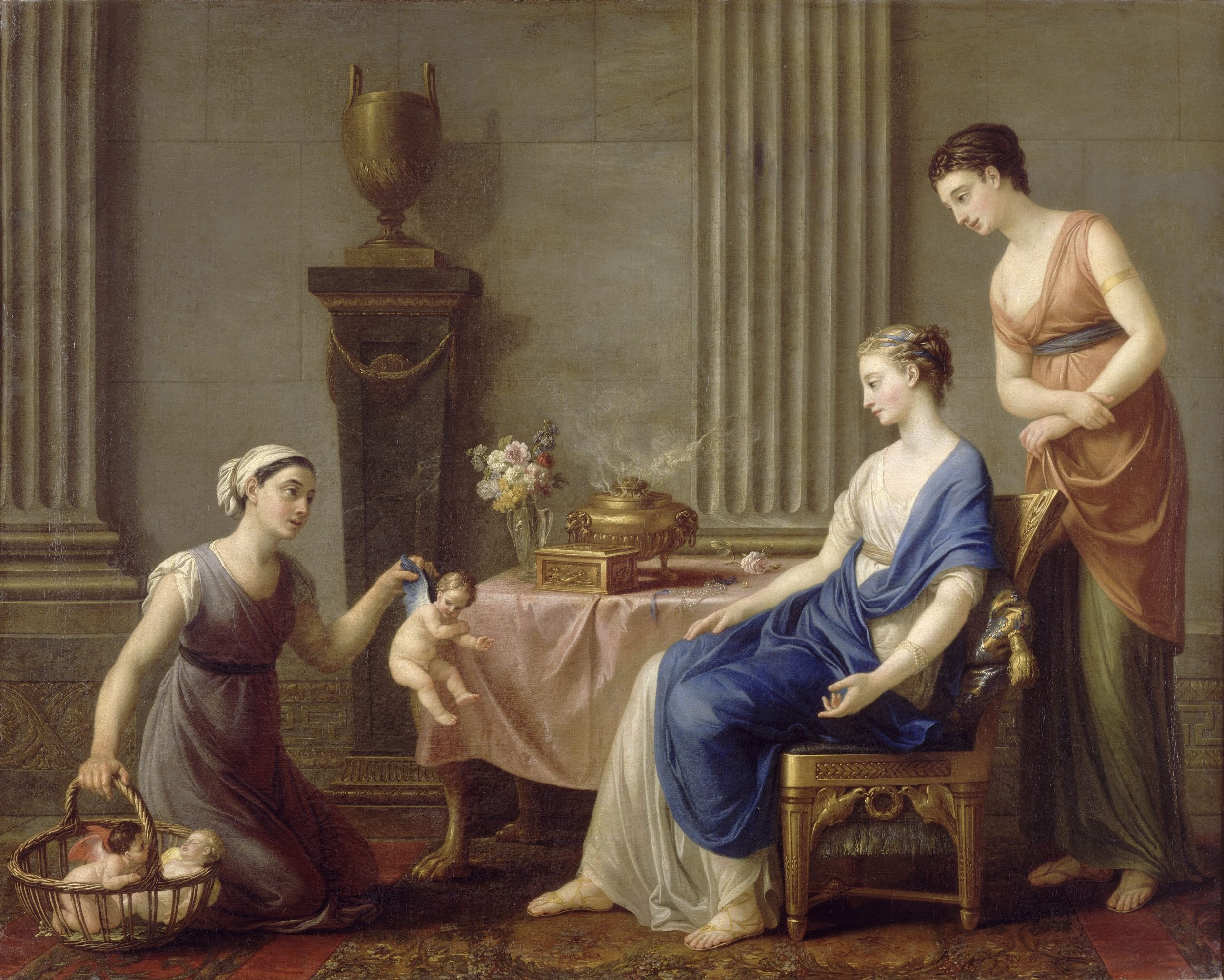
La Marchande d'Amours (1763), château de Fontainebleau.
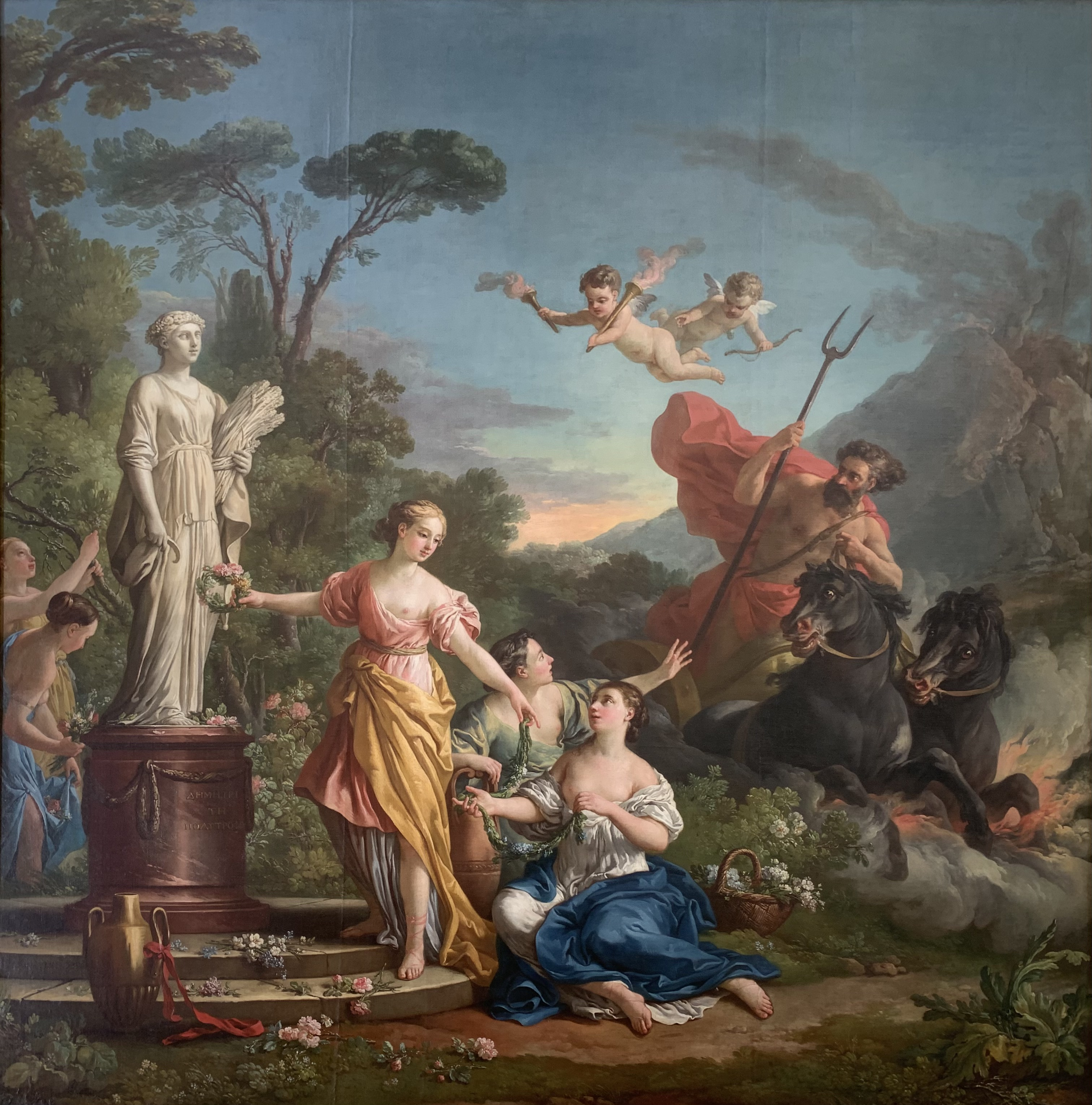
L’Enlèvement de Proserpine, Joseph-Marie Vien, 1767, musée de Grenoble
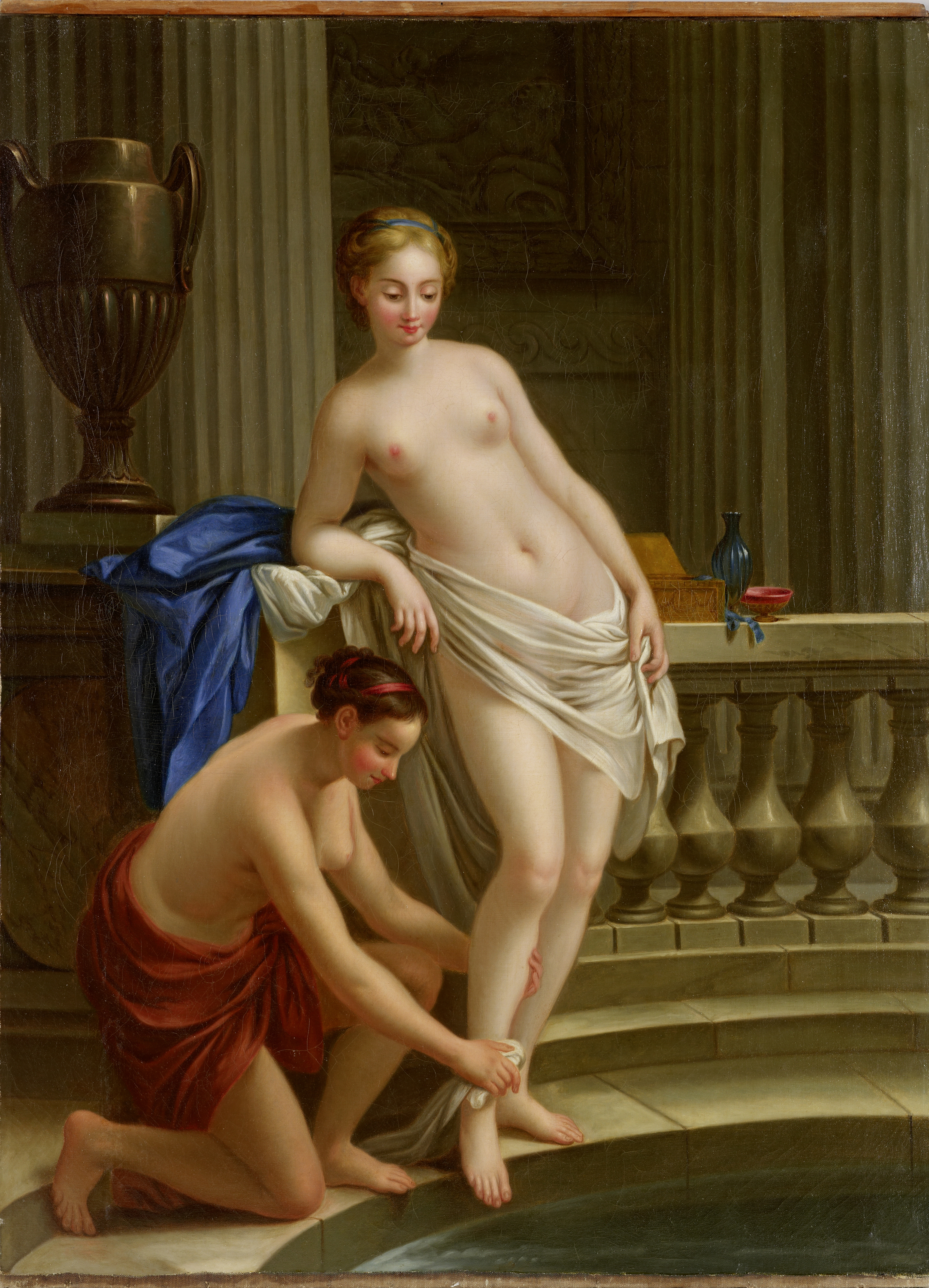
Callisto, nymphe de Diane sortant du bain (1763), musée de Cahors Henri-Martin.
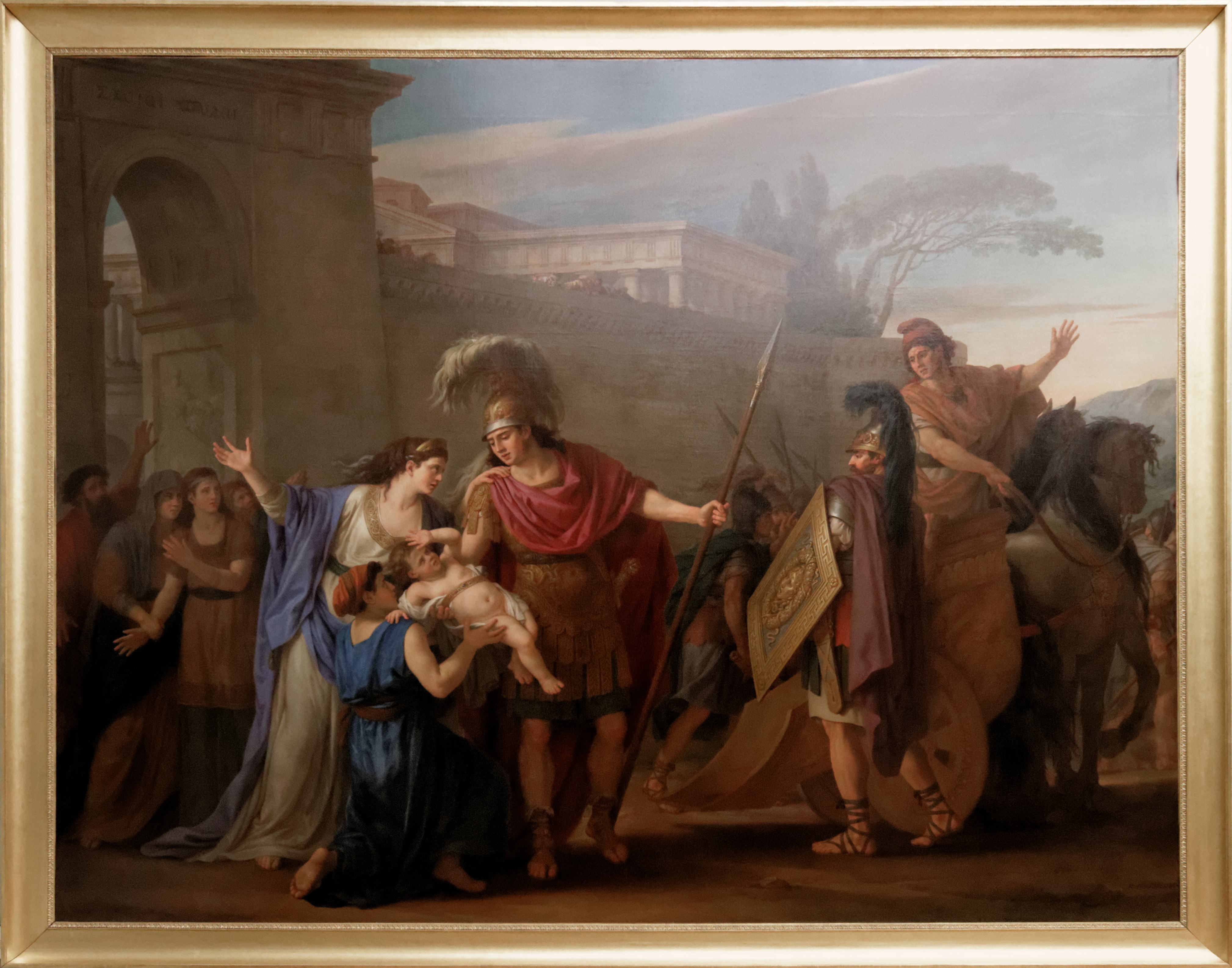
Les Adieux d’Hector et d’Andromaque (1786), Paris, musée du Louvre.

## Hommages
- Une rue a été baptisée en son nom, le 22 octobre 1851[1], par la Ville de Montpellier. (43° 36′ 33″ N, 3° 52′ 25″ E)

### Iconographie
- Joseph Siffrein Duplessis, Portrait de Joseph-Marie Vien, 1784, Paris, musée du Louvre.